# ريبال الدهامشة
ريبال فهد عدل الدهامشة ( مواليد 8 يونيو 2002) هو لاعب كرة قدم محترف يلعب في مركز المهاجم لصالح هبوعيل رعنانا، فلسطني يمثل منتخب فلسطين.

## مسيرته الكروية
بدأ ريبال الدهامشة مشواره مع كرة القدم في فرق الناشئين مثل بيتار طبروق وتزيري كفر كنا، قبل أن ينتقل إلى نادي هبوعيل نوف هجليل حيث صقل مهاراته. لعب لاحقًا في صفوف نادي تزيري كفر كنا وسجل 4 أهداف في 7 مباريات، ما لفت الأنظار إلى قدراته التهديفية. وفي موسم 2022-2023، خاض موسمًا مميزًا مع هبوعيل بني زلفة حيث أحرز 14 هدفًا في 40 مباراة، مما ساهم في انتقاله إلى نادي هبوعيل رعنانا في .صيف 2022. كما مثّل منتخب فلسطين في عدة مباريات دولية 

## إحصائيات المسيرة دوليا
| المنتخب الوطني | السنة    | المباريات | الأهداف |
| -------------- | -------- | --------- | ------- |
| فلسطين         | 2020     | 3         | 0       |
| فلسطين         | 2021     | 3         | 0       |
| الإجمالي       | الإجمالي | 6         | 0       |